# Paul Negulescu
Paul Adrian Negulescu est un biologiste cellulaire américano-roumain. Il est vice-président senior de la société pharmaceutique américaine Vertex Pharmaceuticals. Il reçoit le prix Shaw 2022 en sciences de la vie et médecine, avec Michael J. Welsh, pour leurs travaux qui ont permis de découvrir l'étiologie de la fibrose kystique et de développer des médicaments efficaces.

## Jeunesse et éducation
Negulescu est né à San Francisco de parents immigrés roumains de première génération. Son père est chirurgien et son grand-père, Constantin Vișoianu (en), est un ancien ministre des Affaires étrangères de Roumanie,.
Grâce à son expérience d'enfance, il souhaite initialement obtenir un diplôme d'histoire à l'Université de Californie à Berkeley. Un cours de physiologie de troisième année enseigné par Roger Tsien a une grande influence sur Negulescu, et il obtient finalement un double diplôme en histoire et en physiologie en 1986. Il poursuit ensuite ses études et obtient un doctorat en physiologie sous la direction de Terry Machen, qu'il termine en 1990. 

## Carrière
Negulescu commence sa carrière en tant que chercheur postdoctoral à l'Université de Californie à Berkeley et sous la direction de Michael Cahalan à l'Université de Californie à Irvine. Il prévoyait de partir à l'Université du Connecticut lorsque Roger Tsien lui demande de rejoindre une start-up qu'il est en train de créer, appelée Aurora Biosciences. Negulescu rejoint Aurora Biosciences en 1996 et est l'un des premiers employés. Il devient vice-président principal de Discovery Biology en 1999. Lorsque Vertex Pharmaceuticals acquiert Aurora Biosciences en 2001, il est nommé vice-président principal de la recherche. Negulescu dirige le centre de recherche de San Diego de Vertex Pharmaceuticals depuis 2003.

## Recherches
Les recherches de Paul Negulescu portent sur le traitement de la fibrose kystique. Elle peut être causée par l’une des milliers de mutations identifiées dans la protéine CFTR, un canal ionique qui permet le passage des ions chlorure. Ces mutations sont classées dans les classes I à V, les mutations de classe III provoquant des portes de canal défectueuses dans le CFTR malgré une expression normale de la protéine. Grâce à un criblage à haut débit, son équipe de Vertex Pharmaceuticals découvre l'Ivacaftor, un petit potentialisateur moléculaire qui augmente la probabilité que les portes CFTR mutées s'ouvrent,. L'ivacaftor est approuvé par la Food and Drug Administration (FDA) pour les patients atteints de fibrose kystique présentant une mutation spécifique de classe III en 2012, et ensuite pour les classes de mutations,.
Negulescu préside également à la découverte d'un autre médicament contre la fibrose kystique, le lumacaftor, connu comme un « correcteur » car il agit comme un chaperon pour aider la protéine CFTR à se replier correctement. Ainsi, il peut être utilisé chez les patients présentant des mutations de classe II, qui créent une protéine CFTR mal repliée qui ne peut pas atteindre la surface cellulaire. La mutation de classe II la plus courante est F508del. Toujours grâce à un criblage à haut débit, Negulescu et son équipe découvrent que le lumacaftor peut corriger la protéine CFTR mutée F508del. Il est découvert plus tard que le médicament n’est pas suffisamment efficace lorsqu’il est administré seul mais qu’il l’est lorsqu’il est administré avec l’ivacaftor. La FDA approuve cette combinaison de médicaments en 2015. Des recherches plus poussées conduisent à la découverte du tezacaftor et de l'elexacaftor, 2 autres correcteurs de la protéine CFTR. La triple association elexacaftor/tezacaftor/ivacaftor est approuvée par la FDA en 2019.
En 2018, il reçoit le Prix de la Fondation Warren Alpert, en 2022 le Prix Shaw en sciences de la vie et médecine, en 2023 le Prix Wiley et en  2024 le Prix Breakthrough en sciences de la vie.